# Moore Pyramid
Moore Pyramid är en bergstopp i Antarktis. Den ligger i Östantarktis. Australien gör anspråk på området. Toppen på Moore Pyramid är 1 619 meter över havet.
Terrängen runt Moore Pyramid är huvudsakligen platt, men åt nordost är den kuperad. Trakten är obefolkad. Det finns inga samhällen i närheten.